# Редфорд, Роберт
Ча́рльз Ро́берт Ре́дфорд-мла́дший (англ. Charles Robert Redford Jr.; род. 18 августа 1936) — американский актёр, кинорежиссёр, продюсер и бизнесмен.
Лауреат премии «Оскар» за лучшую режиссуру — является одним из шести режиссёров в истории мирового кинематографа, получивших эту награду за дебютный фильм.
Наиболее известен по участию в фильмах «Бутч Кэссиди и Санденс Кид», «Афера», «Три дня Кондора», «Вся президентская рать», «Обыкновенные люди», «Из Африки».

## Биография
Родился в Санта-Монике, штат Калифорния. Его отец был разносчиком молока до того, как устроился бухгалтером в нефтяную компанию «Standard Oil Company». Выпускник Колорадского университета в Боулдере (1955). Член университетской команды по бейсболу. Многосторонний спортсмен, сохранивший хорошую спортивную форму на длительное время. Например, в остросюжетном тюремном боевике «Последний замок» (англ. The Last Castle, 2001) в ключевом эпизоде таскал тяжёлые камни, обнажившись по пояс. В 2004 году в криминальных эпизодах (падение с горы, борьба в грязи и погоня в ливень) социально-психологической драмы режиссёра Питера Ян Брюгге «Расчёт» (The Clearing) снова снимался без каскадёров.

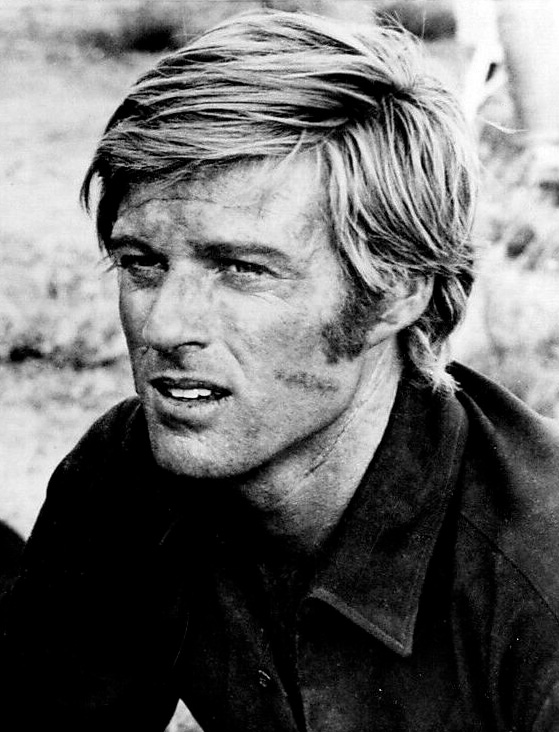
Роберт Рэдфорд в 1971 году

Бросив колледж, Редфорд переехал в Нью-Йорк, где занимался живописью, став студентом в институте Пратта (Pratt). С 1959 года был занят в театральных постановках на Бродвее и в различных развлекательных телешоу. Первая серьёзная киноработа — фильм о Корейской войне «Охота на поле боя» (1962), где Р. Редфорд сыграл солдата-новобранца, попавшего на аванпост, стоящий на 38-й параллели. Далее последовали роли обольстительных сердцеедов, ярких журналистов, знаменитых бандитов. Был номинирован на «Оскар» как «Лучший актёр», но удостоен её не был.
Не ограничиваясь актёрской стезёй, Роберт Редфорд попробовал себя в качестве кинорежиссёра. В 1981 году он учредил американский институт независимого кино «Сандэнс», который с января 1985 года проводит одноимённый международный кинофестиваль в Парк-Сити, штат Юта.
Свой первый «Оскар» Редфорд получил в категории «Лучший режиссёр» в том же 1981 году за психологическую драму «Обыкновенные люди». В 2002 году ему был вручён почётный «Оскар» в знак признания многочисленных актёрских работ, хорошо запомнившихся зрителям.
Однако в 2016 году Роберт подтвердил, что уходит на пенсию как актёр и займётся режиссурой.
22 февраля 2019 года Чарльз Роберт Редфорд-мл. стал лауреатом премии «Сезар».

### Личная жизнь
В 23 года Роберт Редфорд женился на своей сокурснице по университету Лоле ван Вагенен, с которой у актёра было четверо детей: Скотт Энтони (скончался через два месяца после рождения в 1959 году), художница Шона Джин (род. 1960), кинопродюсер Дэвид Джеймс (1962—2020), актриса и режиссёр Эми Харт (род. 1970). У Редфорда три внука и две внучки: Дилан и Лена (от сына Джеймса), Мика и Конор (от дочери Шоны) и Иден (от дочери Эми). Редфорд и Вагенен развелись в 1985 году. 
Актёр после развода остался одним из крупнейших землевладельцев Юты, владея не менее чем 5,5 тысячами акров недвижимости, ныне известной как Sundance Resort.
В июле 2009 года в немецком Гамбурге Редфорд сочетался законным браком со своей помощницей и секретарём Сибиллой Саггарс (долгое время они жили в фактическом браке).

## Фильмография

### Актёрская работа
| Год  |   | Русское название                      | Оригинальное название                 | Роль                          |
| ---- | - | ------------------------------------- | ------------------------------------- | ----------------------------- |
| 1960 | ф | Большая история                       | Tall Story                            | баскетболист                  |
| 1962 | ф | Охота на поле боя                     | War Hunt                              | рядовой Рой Лумис             |
| 1965 | ф | Внутренний мир Дэйзи Кловер           | Inside Daisy Clover                   | Уэйд Льюис                    |
| 1965 | ф | Ситуация безнадёжная, но не серьёзная | Situation Hopeless... But Not Serious | капитан Хэнк Уилсон           |
| 1966 | ф | Погоня                                | The Chase                             | Чарли «Баббер» Ривз           |
| 1966 | ф | На слом!                              | This Property Is Condemned            | Оуэн Лигейт                   |
| 1967 | ф | Босиком по парку                      | Barefoot in the Park                  | Пол Браттер                   |
| 1969 | ф | Бутч Кэссиди и Санденс Кид            | Butch Cassidy and the Sundance Kid    | Сандэнс Кид                   |
| 1969 | ф | Бегущий по холмам                     | Downhill Racer                        | Дэвид Чапплет                 |
| 1969 | ф | Скажи им, что Вилли Бой здесь         | Tell Them Willie Boy Is Here          | Кристофер «Куп» Купер         |
| 1970 | ф | Малыш Фаусс и Большой Хэлси           | Little Fauss and Big Halsy            | Хэлси Нокс                    |
| 1972 | ф | Краденый камень                       | The Hot Rock                          | Джон Дортмундер               |
| 1972 | ф | Иеремия Джонсон                       | Jeremiah Johnson                      | Иеремия Джонсон               |
| 1972 | ф | Кандидат                              | The Candidate                         | Билл Маккей                   |
| 1973 | ф | Встреча двух сердец                   | The Way We Were                       | Хаббелл Гэрдинер              |
| 1973 | ф | Афера                                 | The Sting                             | Джонни «Келли» Хукер          |
| 1974 | ф | Великий Гэтсби                        | The Great Gatsby                      | Джей Гэтсби                   |
| 1975 | ф | Великий Уолдо Пеппер                  | The Great Waldo Pepper                | Уолдо Пеппер                  |
| 1975 | ф | Три дня Кондора                       | Three Days of the Condor              | Джозеф Тёрнер                 |
| 1976 | ф | Вся президентская рать                | All the President’s Men               | Боб Вудворд                   |
| 1977 | ф | Мост слишком далеко                   | A Bridge Too Far                      | майор Джулиан Кук             |
| 1979 | ф | Электрический всадник                 | The Electric Horseman                 | Сонни                         |
| 1980 | ф | Брубэйкер                             | Brubaker                              | Генри Брубейкер               |
| 1984 | ф | Самородок                             | The Natural                           | Рой Хоббс                     |
| 1985 | ф | Из Африки                             | Out of Africa                         | Денис                         |
| 1986 | ф | Орлы юриспруденции                    | Legal Eagles                          | Том Логан                     |
| 1990 | ф | Гавана                                | Havana                                | Джек Уилл                     |
| 1992 | ф | Там, где течёт река                   | A River Runs Through It               | рассказчик                    |
| 1992 | ф | Тихушники                             | Sneakers                              | Мартин Бишоп / Мартин Брайс   |
| 1993 | ф | Непристойное предложение              | Indecent Proposal                     | Джон Гейдж                    |
| 1996 | ф | Близко к сердцу                       | Up Close And Personal                 | Уоррен Джастис                |
| 1998 | ф | Заклинатель лошадей                   | The Horse Whisperer                   | Том Букер                     |
| 2001 | ф | Шпионские игры                        | Spy Game                              | Натан Мьюр                    |
| 2001 | ф | Последний замок                       | The Last Castle                       | Генерал-лейтенант Юджин Ирвин |
| 2004 | ф | Расчёт                                | The Clearing                          | Уэйн Хэйес                    |
| 2005 | ф | Незаконченная жизнь                   | An Unfinished Life                    | Эйнар Джилкинсон              |
| 2007 | ф | Львы для ягнят                        | Lions for Lambs                       | Профессор Стивен Мэлли        |
| 2012 | ф | Грязные игры                          | The Company You Keep                  | Джим Грант                    |
| 2013 | ф | Не угаснет надежда                    | All is Lost                           | Он (Наш человек)              |
| 2014 | ф | Первый мститель: Другая война         | Captain America: The Winter Soldier   | Александр Пирс                |
| 2015 | ф | Прогулка по лесам                     | A Walk in the Woods                   | Билл Брайсон                  |
| 2016 | ф | Пит и его дракон                      | Pete’s Dragon                         | мистер Мичам                  |
| 2017 | ф | Открытие                              | The Discovery                         | Томас Харбор                  |
| 2017 | ф | Наши души по ночам                    | Our Souls at Night                    | Луис Уотерс                   |
| 2018 | ф | Старик с пистолетом                   | The Old Man & the Gun                 | Такер, Форрест                |
| 2019 | ф | Мстители: Финал                       | Avengers: Endgame                     | Александр Пирс                |

### Режиссура
| Год  |   | Русское название              | Оригинальное название      | Роль               |
| ---- | - | ----------------------------- | -------------------------- | ------------------ |
| 1980 | ф | Обыкновенные люди             | Ordinary People            | режиссёр           |
| 1988 | ф | Война на бобовом поле Милагро | The Milagro Beanfield War  | режиссёр           |
| 1992 | ф | Там, где течёт река           | A River Runs Through It    | режиссёр           |
| 1994 | ф | Телевикторина                 | Quiz Show                  | режиссёр           |
| 1998 | ф | Заклинатель лошадей           | The Horse Whisperer        | режиссёр, продюсер |
| 2000 | ф | Легенда Багера Ванса          | The Legend of Bagger Vance | режиссёр, продюсер |
| 2007 | ф | Львы для ягнят                | Lions for Lambs            | режиссёр           |
| 2010 | ф | Заговорщица                   | The Conspirator            | режиссёр           |
| 2012 | ф | Грязные игры                  | The Company You Keep       | режиссёр, продюсер |

## Награды и номинации
| Премия                            | Год  | Категория                                  | Работа                                                                        | Результат |
| --------------------------------- | ---- | ------------------------------------------ | ----------------------------------------------------------------------------- | --------- |
| «Оскар»                           | 1974 | Лучшая мужская роль                        | Афера                                                                         | Номинация |
| «Оскар»                           | 1981 | Лучшая режиссура                           | Обыкновенные люди                                                             | Победа    |
| «Оскар»                           | 1995 | Лучший фильм (как продюсер)                | Телевикторина                                                                 | Номинация |
| «Оскар»                           | 1995 | Лучшая режиссура                           | Телевикторина                                                                 | Номинация |
| «Оскар»                           | 2002 | Выдающиеся заслуги в кинематографе         | н/д                                                                           | Победа    |
| «Золотой глобус»                  | 1967 | Лучший дебют актёра                        | Внутренний мир Дэйзи Кловер                                                   | Победа    |
| «Золотой глобус»                  | 1981 | Лучшая режиссёрская работа                 | Обыкновенные люди                                                             | Победа    |
| «Золотой глобус»                  | 1993 | Лучшая режиссёрская работа                 | Там, где течёт река                                                           | Номинация |
| «Золотой глобус»                  | 1994 | Премия Сесиля Б. Де Милля                  | н/д                                                                           | Победа    |
| «Золотой глобус»                  | 1995 | Лучшая режиссёрская работа                 | Телевикторина                                                                 | Номинация |
| «Золотой глобус»                  | 1999 | Лучшая режиссёрская работа                 | Заклинатель лошадей                                                           | Номинация |
| «Золотой глобус»                  | 2014 | Лучшая мужская роль — драма                | Не угаснет надежда                                                            | Номинация |
| «Золотой глобус»                  | 2019 | Лучшая мужская роль — комедия или мюзикл   | Старик с пистолетом                                                           | Номинация |
| Прайм-тайм премия «Эмми»          | 1963 | Лучшая мужская роль второго плана          | Премьеры Алкоа                                                                | Номинация |
| Прайм-тайм премия «Эмми»          | 2013 | Лучший документальный фильм (как продюсер) | «Вся президентская рать» — новый взгляд                                       | Номинация |
| BAFTA                             | 1971 | Лучшая мужская роль                        | Бутч Кэссиди и Санденс Кид / Скажи им, что Вилли-Бой здесь / Скоростной спуск | Победа    |
| BAFTA                             | 1995 | Лучший фильм (как продюсер)                | Телевикторина                                                                 | Номинация |
| Премия Гильдии режиссёров Америки | 1981 | Лучший режиссёр художественного фильма     | Обыкновенные люди                                                             | Победа    |
| Премия Гильдии режиссёров Америки | 1995 | Лучший режиссёр художественного фильма     | Телевикторина                                                                 | Номинация |
| «Независимый дух»                 | 2014 | Лучшая мужская роль                        | Не угаснет надежда                                                            | Номинация |
| «Спутник»                         | 2014 | Лучшая мужская роль — кинофильм            | Не угаснет надежда                                                            | Номинация |
| «Спутник»                         | 2019 | Лучшая мужская роль — кинофильм            | Старик с пистолетом                                                           | Номинация |
| Премия Гильдии киноактёров США    | 1996 | Вклад в кинематограф                       | н/д                                                                           | Победа    |